# دوفر (دائرة انتخابية في المملكة المتحدة)
دوفر (بالإنجليزية: Dover)‏ هي إحدى الدوائر الانتخابية في المملكة المتحدة الممثلة في مجلس العموم في برلمان المملكة المتحدة.
عضو البرلمان الذي يمثلها حالياً هو جوين بروسر من حزب العمال.